# Круговое движение
В физике кругово́е движе́ние — это вращательное движение материальной точки или тела, когда ось вращения в выбранной системе отсчёта неподвижна и не проходит через центр тела. В этом случае траектория точки или тела является окружностью, круговой орбитой. Оно может быть равномерным (с постоянной угловой скоростью) или неравномерным (с переменной угловой скоростью). Вращение трёхмерного тела вокруг неподвижной оси включает в себя круговое движение каждой его части. Мы можем говорить о круговом движении объекта только если можем пренебречь его размерами, так что мы имеем движение массивной точки на плоскости. Например, центр масс тела может совершать круговое движение.
Примеры кругового движения: искусственный спутник на геосинхронной орбите, камень на верёвке, вращающийся по кругу (см. метание молота), болид, совершающий поворот, электрон, движущийся перпендикулярно постоянному магнитному полю, зубчатое колесо, вращающееся внутри механизма.
Круговое движение является ускоренным, даже если происходит с постоянной угловой скоростью, потому что вектор скорости объекта постоянно меняет направление. Такое изменение направления скорости вызывает ускорение движущегося объекта центростремительной силой, которая толкает движущийся объект по направлению к центру круговой орбиты. Без этого ускорения объект будет двигаться прямолинейно в соответствии с законами Ньютона.

## Формулы для равномерного кругового движения
Для движения по кругу радиуса R длина окружности будет C = 2π R. Если период вращения есть T, то угловая скорость вращения ω будет равна:
- {\displaystyle \omega ={\frac {2\pi }{T}}\ .}

Скорость движения объекта равна
- {\displaystyle v\,={\frac {2\pi R}{T}}=\omega R}

Угол поворота θ за время t равен:
- {\displaystyle \theta =2\pi {\frac {t}{T}}=\omega t}

Ускорение, вызванное изменением направления скорости, можно найти, если заметить, что скорость совершает полное изменение направления за то же самое время T, за которое объект делает один оборот. Тогда вектор скорости проходит путь длиной 2π v каждые T секунд, или:
- {\displaystyle a\,={\frac {2\pi v}{T}}=\omega ^{2}\ R\ ,}

и направлено радиально к центру.
Взаимосвязи векторов показаны на рис. 1. Ось вращения изображена вектором Ω, перпендикулярно плоскости орбиты и имеет величину ω = dθ / dt. Направление вектора Ω выбрано в соответствии с правилом правой руки. По этому соглашению скорость это векторное произведение вида:
{\displaystyle \mathbf {v} ={\boldsymbol {\Omega }}\times \mathbf {r} \ ,}
и есть вектор, перпендикулярный как Ω так и r ( t ), направленный по касательной к орбите и имеющий величину ω R. Аналогично, ускорение определяется как:
{\displaystyle \mathbf {a} ={\boldsymbol {\Omega }}\times \mathbf {v} \ ,}
Оно представляет собой вектор, перпендикулярный как Ω так и v ( t ), имеющий величину ω |v| = ω2 R и направление строго противоположно к r ( t ).

## Постоянная скорость
В простейшем случае скорость, масса и радиус являются постоянными.
Рассмотрим тело массой один килограмм, движущееся по кругу радиуса один метр с угловой скоростью один радиан в секунду.
- Скорость: один метр в секунду;
- Радиальное ускорение: один метр в секунду за секунду;
- Ускорение сообщается центростремительной силой один килограмм на метр в секунду за секунду, т. е. один ньютон;
- Импульс тела: один {\displaystyle kg\cdot m\cdot s^{-1}}
- Момент инерции: один {\displaystyle kg\cdot m^{2}}
- Момент импульса: один {\displaystyle kg\cdot m^{2}\cdot s^{-1}}
- Кинетическая энергия: {\displaystyle 1/2} джоуля;
- Длина окружности орбиты: {\displaystyle 2\pi ~(\sim 6.283)} метров;
- Период движения: {\displaystyle 2\pi } секунд на один оборот;
- Частота: {\displaystyle (2\pi )^{-1}} герц;
- С точки зрения квантовой механики система находится в возбужденном состоянии с квантовым числом {\displaystyle \sim 9.48\cdot 10^{35}}

Теперь рассмотрим тело массы {\displaystyle m}, движущееся по кругу радиуса {\displaystyle r} с угловой скоростью {\displaystyle w}{\displaystyle ;}
- Скорость: {\displaystyle v=r\cdot w}
- Радиальное ускорение: {\displaystyle a=r\cdot w^{2}=r^{-1}\cdot v^{2}}
- Центростремительная сила: {\displaystyle F=m\cdot a=r\cdot m\cdot w^{2}=r^{-1}\cdot m\cdot v^{2}}
- Импульс тела: {\displaystyle p=m\cdot v=r\cdot m\cdot w}
- Момент инерции: {\displaystyle I=r^{2}\cdot m}
- Момент импульса: {\displaystyle L=r\cdot m\cdot v=r^{2}\cdot m\cdot w=I\cdot w}
- Кинетическая энергия: {\displaystyle E=2^{-1}\cdot m\cdot v^{2}=2^{-1}\cdot r^{2}\cdot m\cdot w^{2}=(2\cdot m)^{-1}\cdot p^{2}=2^{-1}\cdot I\cdot w^{2}=(2\cdot I)^{-1}\cdot L^{2}}
- Длина окружности орбиты: {\displaystyle 2\cdot \pi \cdot r}
- Период движения: {\displaystyle T=2\cdot \pi \cdot w^{-1}}
- Частота: {\displaystyle f=T^{-1}}. (Вместо буквы {\displaystyle f} частота часто обозначается греческой буквой {\displaystyle \nu }, которая, однако, часто неотличима от буквы {\displaystyle v}, используемой здесь для обозначения скорости);
- Квантовое число: {\displaystyle J=2\cdot \pi \cdot L\cdot \hbar ^{-1}} где {\displaystyle \hbar } - Постоянная Планка

## Переменная скорость
В круговом движении полную силу, приложенную к объекту, можно разложить на две составляющие: центростремительную, удерживающую тело на круговой орбите (т. е. меняющую направление вектора скорости), и тангенциальную, направленную по касательной к окружности и вызывающую изменение длины вектора скорости (т. е. меняющую скорость вращения тела по орбите). Величина центростремительной составляющей зависит от мгновенной скорости. 
Для примера, когда камень привязан к концу верёвки, то он подвергается воздействию некоторой силы, которую мы можем разложить на радиальную и боковую составляющие. Радиальная направлена  к центру (вовнутрь) окружности и вызвана тем, что веревка сопротивляется удлинению. А боковая составляющая определяет будет вращение камня ускоряться или замедляться.

## Описание кругового движения в полярных координатах
Траектория кругового движения тела может быть описана в полярной системе координат значениями фиксированного расстояние R от центра орбиты, являющейся точкой отсчёта, и угла ориентации θ (t) от некоторого фиксированного направления (рис. 2). Вектор перемещения {\displaystyle {\stackrel {\vec {r}}{}}} является радиальным вектором от полюса до текущего положения:
{\displaystyle {\vec {r}}=R{\hat {u}}_{R}(t)\ ,}
где {\displaystyle {\hat {u}}_{R}(t)} — единичный вектор, параллельный радиусу в момент t и направленный от полюса. Удобно также ввести единичный вектор, ортогональный к {\displaystyle {\hat {u}}_{R}}, который назовём {\displaystyle {\hat {u}}_{\theta }}. Обычно его ориентация выбирается по направлению движения вдоль орбиты.
Скорость является производной перемещения по времени:
{\displaystyle {\vec {v}}={\frac {d}{dt}}{\vec {r}}(t)={\frac {dR}{dt}}{\hat {u}}_{R}+R{\frac {d{\hat {u}}_{R}}{dt}}\ .}
Поскольку радиус окружности является константой, радиальная составляющая скорости равна нулю. Единичный вектор {\displaystyle {\hat {u}}_{R}} имеет инвариантное по времени значение, так что при изменении времени его конец всегда лежит на окружности единичного радиуса, а угол θ такой же, как у {\displaystyle {\vec {r}}(t)}. Если произошло малое приращение угла dθ за время dt, тогда {\displaystyle {\hat {u}}_{R}} описывает дугу единичной окружности со значением dθ (см. единичную окружность слева на рис. 2). Следовательно:
{\displaystyle {\frac {d{\hat {u}}_{R}}{dt}}={\frac {d\theta }{dt}}{\hat {u}}_{\theta }\ ,}
где направление изменения должно быть перпендикулярно к {\displaystyle {\hat {u}}_{R}} (или, другими словами, вдоль {\displaystyle {\hat {u}}_{\theta }}), поскольку любое изменение d{\displaystyle {\hat {u}}_{R}} в направлении {\displaystyle {\hat {u}}_{R}} будет изменять величину {\displaystyle {\hat {u}}_{R}}. Знак положительный, потому что увеличение dθ влияет на объект и {\displaystyle {\hat {u}}_{R}} передвигается в направлении {\displaystyle {\hat {u}}_{\theta }}.
Следовательно, скорость становится:
{\displaystyle {\vec {v}}={\frac {d}{dt}}{\vec {r}}(t)=R{\frac {d{\hat {u}}_{R}}{dt}}=R{\frac {d\theta }{dt}}{\hat {u}}_{\theta }\ =R\omega {\hat {u}}_{\theta }\ .}
Ускорение тела также можно разложить на радиальную и тангенциальную составляющие. Ускорение есть производная скорости по времени:
{\displaystyle {\vec {a}}={\frac {d}{dt}}{\vec {v}}={\frac {d}{dt}}\left(R\ \omega \ {\hat {u}}_{\theta }\ \right)\ .}
{\displaystyle =R\left({\frac {d\omega }{dt}}\ {\hat {u}}_{\theta }+\omega \ {\frac {d{\hat {u}}_{\theta }}{dt}}\right)\ .}
Производная по времени от {\displaystyle {\hat {u}}_{\theta }} находится таким же путём, как и для {\displaystyle {\hat {u}}_{R}}. Опять же, {\displaystyle {\hat {u}}_{\theta }} есть единичный вектор, и его конец расположен на единичной окружности, а угол равен π/2 + θ. Следовательно, приращение угла dθ вектора {\displaystyle {\vec {r}}(t)} перемещает {\displaystyle {\hat {u}}_{\theta }} по дуге на величину dθ, и поскольку {\displaystyle {\hat {u}}_{\theta }} перпендикулярен к {\displaystyle {\hat {u}}_{R}}, мы имеем:
{\displaystyle {\frac {d{\hat {u}}_{\theta }}{dt}}=-{\frac {d\theta }{dt}}{\hat {u}}_{R}=-\omega {\hat {u}}_{R}\ ,}
где отрицательный знак необходим, чтобы сохранить {\displaystyle {\hat {u}}_{\theta }} перпендикулярным к {\displaystyle {\hat {u}}_{R}}. (Иначе угол между {\displaystyle {\hat {u}}_{\theta }} и {\displaystyle {\hat {u}}_{R}} будет уменьшаться с увеличением dθ, см. единичную окружность слева на рис. 2). Следовательно, ускорение равно:
{\displaystyle {\vec {a}}=R\left({\frac {d\omega }{dt}}\ {\hat {u}}_{\theta }+\omega \ {\frac {d{\hat {u}}_{\theta }}{dt}}\right)}
{\displaystyle =R{\frac {d\omega }{dt}}\ {\hat {u}}_{\theta }-\omega ^{2}R\ {\hat {u}}_{R}\ .}
Центростремительное ускорение — это радиальная составляющая, направленная по радиусу вовнутрь:
{\displaystyle {\vec {a}}_{R}=-\omega ^{2}R{\hat {u}}_{R}\ ,}
тогда как тангенциальная составляющая изменяет значение скорости:
{\displaystyle {\vec {a}}_{\theta }=R{\frac {d\omega }{dt}}\ {\hat {u}}_{\theta }={\frac {dR\omega }{dt}}\ {\hat {u}}_{\theta }={\frac {d|{\vec {v}}|}{dt}}\ {\hat {u}}_{\theta }\ .}

## Описание кругового движения в комплексных числах
Круговое движение можно описать с использованием комплексных чисел. Пусть {\displaystyle x} — ось вещественных чисел, а {\displaystyle y} — ось мнимых чисел. Тогда положение тела может быть задано в виде комплексного "вектора" {\displaystyle z}:
{\displaystyle z=x+iy=R(\cos \theta +i\sin \theta )=Re^{i\theta }\ ,}
где {\displaystyle i} есть мнимая единица, и
{\displaystyle \theta =\theta (t)\ ,}
есть угол комплексного вектора по отношению к вещественной оси как функция времени t.
Поскольку радиус есть константа:
{\displaystyle {\dot {R}}={\ddot {R}}=0\ ,}
где точка означает дифференциал по времени.
В этих обозначениях скорость имеет вид :
{\displaystyle v={\dot {z}}=R{\frac {d}{dt}}\left(i\theta \right)e^{i\theta }=iR{\dot {\theta }}e^{i\theta }=i\omega \cdot Re^{i\theta }=i\omega z}
а ускорение:
{\displaystyle a={\dot {v}}=i{\dot {\omega }}z+i\omega {\dot {z}}=(i{\dot {\omega }}-\omega ^{2})z}
{\displaystyle =\left(i{\dot {\omega }}-\omega ^{2}\right)Re^{i\theta }}
{\displaystyle =-\omega ^{2}Re^{i\theta }+{\dot {\omega }}e^{i{\frac {\pi }{2}}}Re^{i\theta }\ .}
Первое слагаемое направлено против вектора перемещения, а второе — перпендикулярно ему, как и в предыдущих результатах.